# A Better Tomorrow (Wu-Tang Clan)
A Better Tomorrow è il sesto album in studio del gruppo hip hop statunitense Wu-Tang Clan, pubblicato nel 2014.

## Tracce
1. Ruckus in B Minor – 5:25
2. Felt – 3:51
3. 40th Street Black / We Will Fight – 4:26
4. Mistaken Identity – 5:44
5. Hold the Heater – 4:08
6. Crushed Egos – 2:26
7. Keep Watch – 4:25
8. Miracle – 5:03
9. Preacher's Daughter – 5:13
10. Pioneer the Frontier – 3:59
11. Necklace – 4:11
12. Ron O'Neal – 4:28
13. Weak Spot – 4:24
14. Never Let Go – 5:22
15. Wu-Tang Reunion – 3:34